# Underläkare
Underläkare är i Sverige en titel för alla de tjänstgörande läkare som inte har specialistkompetens. Underläkare är således en stor grupp som omfattar personer med mycket varierande erfarenhet. Underläkare är ett brett spektrum av läkare som vikarierar under läkarstudierna, vikarierar efter läkarexamen, gör allmäntjänstgöring, vikarierar efter legitimation eller gör sin specialiseringstjänstgöring. Under allmäntjänstgöringen och specialiseringstjänstgöringen är titeln vanligen AT-läkare respektive ST-läkare. Dessa beteckningar omfattar alltså vissa grupper av underläkare.
Det är möjligt att få anställning som vikarierande underläkare efter att ha fullgjort den nionde terminen på läkarprogrammet (det vill säga minst 4,5 år av den svenska läkarutbildningens 6 år). Efter läkarexamen kan man söka anställning som AT-läkare.
Begreppet underläkare är otydlig ur ett behörighetperspektiv, gruppen inkluderar till exempel läkare både med och utan egen förskrivningsrätt. Lagar och förordningar använder istället de objektiva begreppen icke-legitimerad och legitimerad samt det något subjektiva begreppet specialistkompetent för att beskriva olika sorters underläkare.